# Condado de McIntosh (Oklahoma)
O Condado de McIntosh é um dos 77 condados do estado americano do Oklahoma. A sede do condado é Eufaula, que é também a sua maior cidade.
O condado tem uma área de 1844 km² (dos quais 238 km² estão cobertos por água), uma população de 19 456 habitantes, e uma densidade populacional de 12 hab/km² (segundo o censo nacional de 2000). O condado foi fundado em 1907.